# Abu Dhabi National Oil Company
La companyia Abu Dhabi National Oil Company (àrab: شركة بترول أبو ظبي الوطنية), abreujat ADNOC, és l'empresa petroliera estatal dels Emirats Àrabs Units (EAU). Va ser creada el 1971 pel soldà Zayed II bin Sultan Al Nahayan.
El 2021 era la dotzena companyia petroliera més grossa del món per volum de producció. El 2021, tenia una capacitat de producció de petroli que supera els 4 milions de barrils per dia i té projectes per a augmentar-la fins a 5 milions de barrils per dia el 2030. És la companyia petroliera més grossa dels Emirats Àrabs Units. Després d'una reestructuració, el 2016 tenia uns 50.000 empleats.
El 2023, a l'ocasió de la conferència sobre el canvi climàtic de l'ONU, la COP 28, va ser subjecte de controvèrsia, com que el seu president, el ministre Ahmed al-Jaber, gran promotor de l'energia fòssil, va presidir la conferència, el que era vist per molts com un conflicte d'interessos.